# Perry County (Kentucky)
Perry County ist ein County im Bundesstaat Kentucky der Vereinigten Staaten. Der Verwaltungssitz (County Seat) ist Hazard. Das U.S. Census Bureau hat bei der Volkszählung 2020 eine Einwohnerzahl von 28.473 ermittelt.

## Geographie
Das County liegt im Osten von Kentucky, ist im Südosten etwa 20 km von Virginia entfernt und hat eine Fläche von 887 Quadratkilometern, wovon ein Quadratkilometer Wasserfläche ist. Es grenzt im Uhrzeigersinn an folgende Countys: Breathitt County, Knott County, Letcher County, Harlan County, Leslie County und Clay County.

## Geschichte
Perry County wurde am 2. November 1820 aus Teilen des Clay County und des Floyd County gebildet. Benannt wurde es nach Commodore Oliver Hazard Perry, einem Kriegshelden der Marine von 1812.
Ein Gebäudeensemble des Countys ist im National Register of Historic Places eingetragen (Stand 19. Oktober 2017).

## Demografische Daten
Nach der Volkszählung im Jahr 2000 lebten im Perry County 29.390 Menschen in 11.460 Haushalten und 8.491 Familien. Die Bevölkerungsdichte betrug 33 Einwohner pro Quadratkilometer. Ethnisch betrachtet setzte sich die Bevölkerung zusammen aus 97,34 Prozent Weißen, 1,64 Prozent Afroamerikanern, 0,05 Prozent amerikanischen Ureinwohnern, 0,49 Prozent Asiaten, 0,01 Prozent Bewohnern aus dem pazifischen Inselraum und 0,04 Prozent aus anderen ethnischen Gruppen; 0,43 Prozent stammten von zwei oder mehr Ethnien ab. 0,52 Prozent der Bevölkerung waren spanischer oder lateinamerikanischer Abstammung.
Von den 11.460 Haushalten hatten 34,2 Prozent Kinder und Jugendliche unter 18 Jahre, die bei ihnen lebten. 56,7 Prozent waren verheiratete, zusammenlebende Paare, 13,2 Prozent waren allein erziehende Mütter, 25,9 Prozent waren keine Familien, 23,3 Prozent waren Singlehaushalte und in 9,3 Prozent lebten Menschen im Alter von 65 Jahren oder darüber. Die Durchschnittshaushaltsgröße betrug 2,53 und die durchschnittliche Familiengröße lag bei 2,98 Personen.
Auf das gesamte County bezogen setzte sich die Bevölkerung zusammen aus 24,4 Prozent Einwohnern unter 18 Jahren, 9,1 Prozent zwischen 18 und 24 Jahren, 30,7 Prozent zwischen 25 und 44 Jahren, 24,6 Prozent zwischen 45 und 64 Jahren und 11,2 Prozent waren 65 Jahre alt oder darüber. Das Durchschnittsalter betrug 36 Jahre. Auf 100 weibliche Personen kamen 94,6 männliche Personen. Auf 100 Frauen im Alter von 18 Jahren alt oder darüber kamen statistisch 91,3 Männer.
Das jährliche Durchschnittseinkommen eines Haushalts betrug 22.089 US-Dollar, das Durchschnittseinkommen der Familien betrug 26.718 USD. Männer hatten ein Durchschnittseinkommen von 31.702 USD, Frauen 20.502 USD. Das Pro-Kopf-Einkommen betrug 12.224 USD. 26,1 Prozent der Familien und 29,1 Prozent der Bevölkerung lebten unterhalb der Armutsgrenze. Davon waren 36,0 Prozent Kinder oder Jugendliche unter 18 Jahre und 20,6 Prozent waren Menschen über 65 Jahre.

## Orte im County
- Airport Gardens
- Allais
- Allock
- Ary
- Avawam
- Blue Diamond
- Bonnyman
- Browns Fork
- Buckhorn
- Bulan
- Busy
- Butterfly
- Chavies
- Christopher
- Clemons
- Combs
- Cornettsville
- Daisy
- Darfork
- Defiance
- Delphia
- Diablock
- Dice
- Doorway
- Dow
- Dunraven
- Dwarf
- Engle
- Farler
- Fourseam
- Fusonia
- Gays Creek
- Glomawr
- Grigsby
- Happy
- Hardburly
- Harveyton
- Hazard
- Hilton
- Jeff
- Kodak
- Krypton
- Lamont
- Leatherwood
- Lothair
- Manuel
- Napfor
- Saul
- Scuddy
- Slemp
- Tilford
- Tribbey
- Typo
- Vicco
- Viper
- Walkertown
- Wentz
- Woodland Park
- Yerkes
- Adamson